# Krunidba Blažene Djevice Marije
Krunidba Blažene Djevice Marije tema je kršćanske umjetnosti, posebno popularna u Italiji od 13. do 15. stoljeća. Krist, ponekad u pratnji Boga Oca i Duha Svetoga u obliku goluba, stavlja krunu na glavu Marije kao Kraljice Neba. U ranim verzijama okruženje je Nebo zamišljeno kao zemaljski dvor, s osobljem svetaca i anđela; u kasnijim verzijama likovi sjede na oblacima.
Tema je jedna od najčešćih na sačuvanim talijanskim pločama iz 14. stoljeća, uglavnom izrađenim za bočni oltar u crkvi. Mnoge rimokatoličke crke imaju bočni oltar ili kapelu posvećenu Mariji.

## Službeni status i blagdan
Vjerovanje u Mariju kao Kraljicu Neba dobilo je papinsko odobrenje Pija XII. u enciklici Ad Caeli Reginam od 11. listopada 1954. Rimokatolička Crkva slavi blagdan Blažene Djevice Marije Kraljice svakog 22. kolovoza. Blagdan se prije slavio 31. svibnja, na kraju Marijinog mjeseca.
Čin krunjenja Djevice Marije za Kraljicu Neba i Zemlje nakon Uznesenja tradicionalno je katoličko vjerovanje koje se odražava u krunici. Krunidba Blažene Djevice Marije peto je od slavnih otajstava krunice.

## Podrijetlo i razvoj
Prizor je posljednja epizoda u životu Djevice Marije i slijedi nakon njezina Uznesenja. Biblijska osnova nalazi se u Pjesmi nad pjesmama (4,8), Psalmima (45, 11–12) i Otkrivenju (12, 1–7). Naslov „Kraljica neba” ili „Regina Coeli” za Mariju datira barem iz 12. stoljeća.
Tema se prvi put pojavljuje u umjetnosti u Engleskoj, u „Benediktionalu” sv. Æthelwolda (963. - 984.). Brzo je prihvaćena i istaknuta na portalima francuskih gotičkih katedrala kao što su: Senlis, Chartres, Notre-Dame de Paris, Amiens i Reims.
Čin krunidbe duboko je ukorijenjen u Bibliji, odražavajući obećanje vječne nagrade za sve vjernike, kao što se vidi u Jakovu 1,12.

## Galerija
- Gentile da Fabriano: Krunidba Djevice
- Michael Sittow: Krunidba Djevice
- Fra Angelico: Krunidba Djevice
- Filippo Lippi: Krunidba Djevice